# 쿠마라굽타 1세
쿠마라굽타 1세는 415년부터 455년 사망할 때까지 굽타 황제였다. 굽타 황제 찬드라굽타 2세와 황후 드루바데비의 아들인 그는 서쪽의 구자라트주에서 동쪽의 벵골 지역까지 이르는 자신의 상속된 영토를 유지한 것으로 보인다.
쿠마라굽타는 일반적으로 제국 주권을 증명하기 위해 수행되는 아슈바메다 제사를 지냈지만, 그의 군사적 업적에 대한 구체적인 정보는 없다. 비문과 화폐학적 증거에 따르면, 일부 현대 역사가들은 그가 중인도의 아울리카라 왕조와 서인도의 트라이쿠타카 왕조를 진압했을 수도 있다고 추정했다. 날란다 대승원은 그의 통치 기간 동안 건설되었을 가능성이 있다.
비타리 기둥 비문은 그의 후계자인 스칸다굽타가 굽타 가문의 몰락한 재산을 회복했다고 명시하고 있으며, 이는 쿠마라굽타가 그의 말년에 푸시야미트라족이나 후나족과의 전쟁에서 역경을 겪었을 수 있다는 주장을 낳았다. 그러나 이는 확실하게 말할 수 없으며, 비타리 비문에 묘사된 상황은 그의 사망 이후에 발생한 사건의 결과일 수도 있다.

## 초기 생애
쿠마라굽타는 굽타 황제 찬드라굽타 2세와 황후 드루바데비의 아들이었다. 찬드라굽타의 마지막 비문은 서기 412년경으로 추정되는 반면, 쿠마라굽타의 가장 초기의 비문은 서기 415년경(구프타 시대 96년)으로 추정된다. 따라서 쿠마라굽타는 서기 415년에 또는 그 직전에 왕위에 올랐을 것이다.
쿠마라굽타는 마하라자디라자, 파라마-바타라카, 파라마드바이타라는 칭호를 사용했다. 그는 또한 마헨드라디티야라는 칭호를 채택했으며, 그의 동전에는 슈리-마헨드라, 마헨드라-심하, 아슈바메다-마헨드라를 포함하여 이 이름의 여러 변형이 언급되어 있다. 불교 문헌에 언급된 왕의 이름인 샤크라디티야는 쿠마라굽타의 칭호였을 수도 있다(자세한 내용은 #종교 섹션 참조).

## 치세
쿠마라굽타는 그의 아버지 찬드라굽타 2세와 할아버지 사무드라굽타의 정복으로 세워진 거대한 제국을 물려받았다. 그의 군사적 업적에 대한 구체적인 정보는 없다. 그의 통치 기간 동안 발행된 비문은 마디아프라데시주, 우타르프라데시주, 서벵골주, 방글라데시에서 발견되었다. 그의 아들의 비문은 구자라트주에서 발견되었다. 또한 그의 가루다가 새겨진 동전은 서인도에서, 그의 공작이 새겨진 동전은 갠지스 계곡에서 발견되었다. 이는 그가 물려받은 광대한 영토를 통제할 수 있었음을 시사한다. 따라서 그의 통치가 군사적으로 평온했더라도, 비문과 화폐학적 증거에서 알 수 있듯이, 그는 거대한 제국에서 안정적인 정부를 유지할 수 있었던 강력한 통치자였을 것이다.
쿠마라굽타의 통치가 전쟁과 혼란이 없었던 것은 아니라는 몇 가지 징후가 있다. 예를 들어, 그는 전쟁의 신인 카르티케야를 숭배했으며, 그의 금화는 그가 고대 왕들이 주권을 증명하기 위해 사용했던 아슈바메다 의식을 수행했음을 시사한다. 그러나 그에 의한 군사적 정복에 대한 구체적인 정보가 없으므로, 이러한 행위가 어떤 정복을 나타내는 것인지는 확실하지 않다.

### 트라이쿠타카 왕조 침공
쿠마라굽타의 동전은 현재의 마하라슈트라주에서 발견되었는데, 이곳은 굽타의 핵심 영토의 남서쪽에 위치해 있었다. 여기에는 아찰푸르에서 발견된 13개의 동전과 사타라구의 사만드에서 발견된 1395개의 은화가 포함된다. 남부 구자라트주에서 발견된 그의 동전은 이 지역을 통치했던 트라이쿠타카 왕조가 발행한 동전과 유사하다. 이는 쿠마라굽타가 트라이쿠타카를 격파했다는 주장을 낳았다.

### 다샤푸라의 가능한 합병

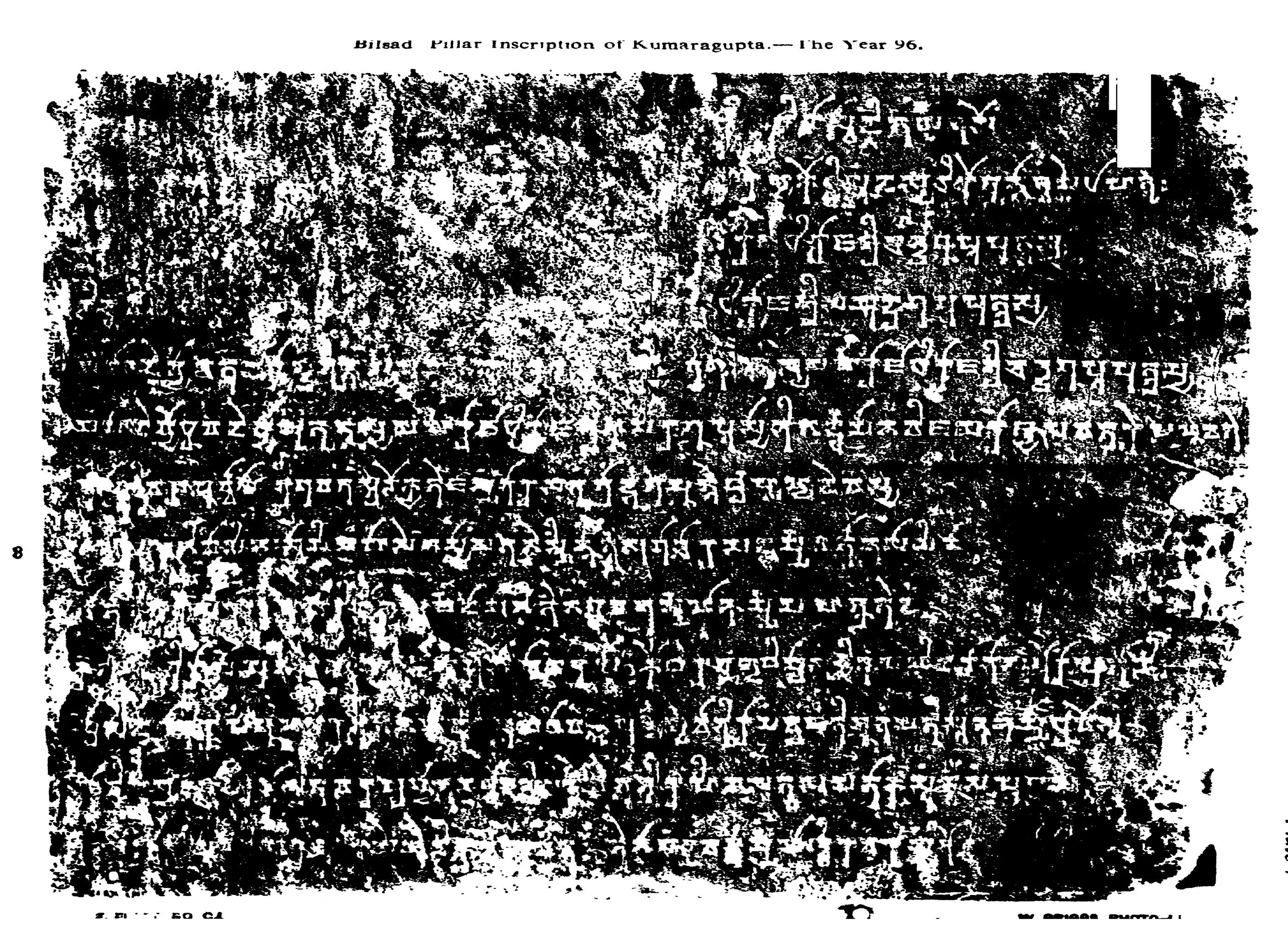
빌사드 기둥 비문, 굽타 시대 96년(서기 415-416년)의 쿠마라굽타.

서기 423년 만다소르 비문은 다샤푸라(현대의 만다소르)에 수도를 두었을 것으로 추정되는 이름이 -바르만으로 끝나는 일련의 왕들을 언급한다. 이 비문은 이 왕들 중 한 명인 나라-바르만을 "아울리카라 왕조"로 묘사하는데, 이는 왕조의 이름이었던 것으로 보인다. 비문은 현재의 구자라트주의 라타 지역에서 다샤푸라로 이주한 비단 직조공 길드를 묘사한다. 그런 다음 갑자기 이 주제에서 벗어나 "쿠마라굽타가 전 세계를 통치할 때"를 언급한다. 또한 나라-바르만의 손자인 반두-바르만의 통치 기간인 서기 436년경에 태양 신전이 건설되었다고 명시되어 있다. 이 신전은 나중에 다른 왕들에 의해 파괴되거나 손상되었고, 길드는 서기 473년경에 이를 수리했다.
한 가지 이론에 따르면, 반두바르만은 이 기사의 주제인 쿠마라굽타 1세의 봉신으로서 다샤푸라를 통치했다. 그러나 역사가 R. C. 마줌다르는 비문에 언급된 "쿠마라굽타"가 후대의 왕인 쿠마라굽타 2세라고 주장한다. 마줌다르의 이론에 따르면, 이 사원은 반두바르만이 주권자로서 통치했던 서기 436년경에 건설되었고, 쿠마라굽타 2세의 통치 기간인 서기 473년경에 수리되었다. 반두바르만의 할아버지 나라바르만과 그의 아버지 비슈바바르만은 독립적인 통치자였던 것으로 보이는데, 그들의 통치 기간 동안 발행된 세 개의 비문 중 어느 것도 굽타의 종주권을 언급하지 않기 때문이다. 따라서 마줌다르에 따르면, 만다소르 비문에 언급된 "쿠마라굽타"가 누구이든 간에, 다샤푸라 지역은 이 비문이 발행된 후, 즉 서기 424-473년경에 굽타 제국에 합병된 것으로 보인다. 마줌다르는 다샤푸라 지역이 쿠마라굽타 1세의 통치 기간 동안 군사적 정복 또는 외교를 통해 굽타 제국에 합병되었다고 추론한다.

### 기타 가능한 군사 활동
쿠마라굽타의 일부 동전은 그를 코뿔소 사냥꾼으로 묘사하고 있으며, Tej Ram Sharma와 같은 일부 학자들은 이를 인도코뿔소가 풍부한 현재의 아삼주에 있는 카마루파 왕에 대한 그의 성공의 가능한 증거로 보고 있다. 그의 또 다른 종류의 동전은 그를 호랑이 사냥꾼으로 묘사하는데, 역사가 H. C. Raychaudhuri에 따르면 이는 나르마다강 남쪽 지역에 대한 그의 침략을 암시할 수 있으며, 이 지역은 호랑이가 풍부하다. 그러나 역사가 S. R. Goyal은 이 두 동전 기반 이론을 모두 상상에 불과하다고 일축한다.

## 행정

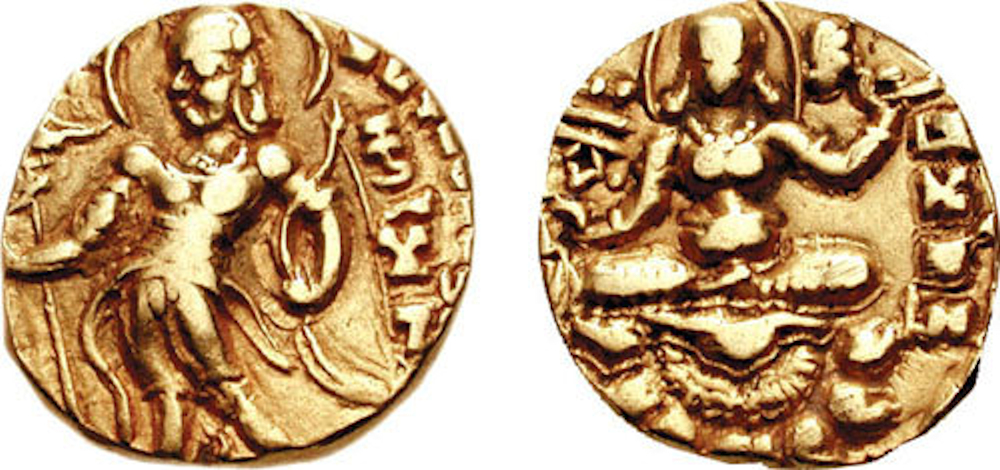
쿠마라굽타 1세, "궁수형" 주화. 광배가 있는 쿠마라굽타 왕이 화살과 활을 들고 뒤에 가루다 기를 들고 있다. 브라흐미 문자 비문 _{} 쿠마라(수직) 오른쪽. 후면: 연꽃 위에 앉아 정면을 바라보는 락슈미 여신이 관모와 연꽃을 들고 있다. 서기 415-455년경.

비문 증거는 쿠마라굽타가 총독(우파리카)을 통해 제국을 통치했으며, 그들은 마하라자("대왕") 칭호를 가지고 여러 주(부크티)를 관리했다는 것을 시사한다. 주의 구(비샤야)들은 다음으로 구성된 자문위원회에 의해 지원되는 구역 행정관(비샤야파티)에 의해 관리되었다.
- 도시 총재 또는 시장 (나가라-슈레슈틴)
- 상인 길드 대표 (사르타바하)
- 장인 길드 대표 (프라타마-쿨리카)
- 작가 또는 서기관 길드 대표 (프라타마-카야스타)

가토트카차굽타 (그의 조상인 가토트카차와 혼동하지 말 것)는 쿠마라굽타의 통치 기간 동안 에란 지역을 통치했다. 그의 서기 435-436년 비문은 그가 굽타 황실의 일원이었으며, 아마도 쿠마라굽타의 아들이나 남동생이었을 가능성을 시사한다. 그는 바이샬리에서 발견된 인장에 언급된 가토트카차굽타와 금화를 발행한 것으로 알려진 가토트카차굽타와 동일 인물일 가능성이 높다. 그는 쿠마라굽타 사망 후 짧은 기간 동안 독립을 가정했을 수도 있다.
치라타-다타는 현재의 벵골 지역의 푼드라-부크티(주)를 쿠마라굽타의 종속자로 통치했다. 그의 알려진 통치 기간은 서기 443년경에서 서기 447년경(굽타 시대 124-128년)에 이른다.
서기 436년 카람단다 비문에는 처음에는 쿠마라굽타 1세의 만트린이자 쿠마라마티야(대신)였고, 나중에는 그의 마하발라디크리타(장군)가 된 프리티비세나가 언급되어 있다. 그의 아버지 시카라스바민은 찬드라굽타 2세를 만트린이자 쿠마라마티야로 섬겼다.
쿠마라굽타는 중국 사절단의 인도 방문과 인도 특사의 교환을 통해 중국 유송 황제와 외교 관계를 수립한 것으로 보인다.

## 가족

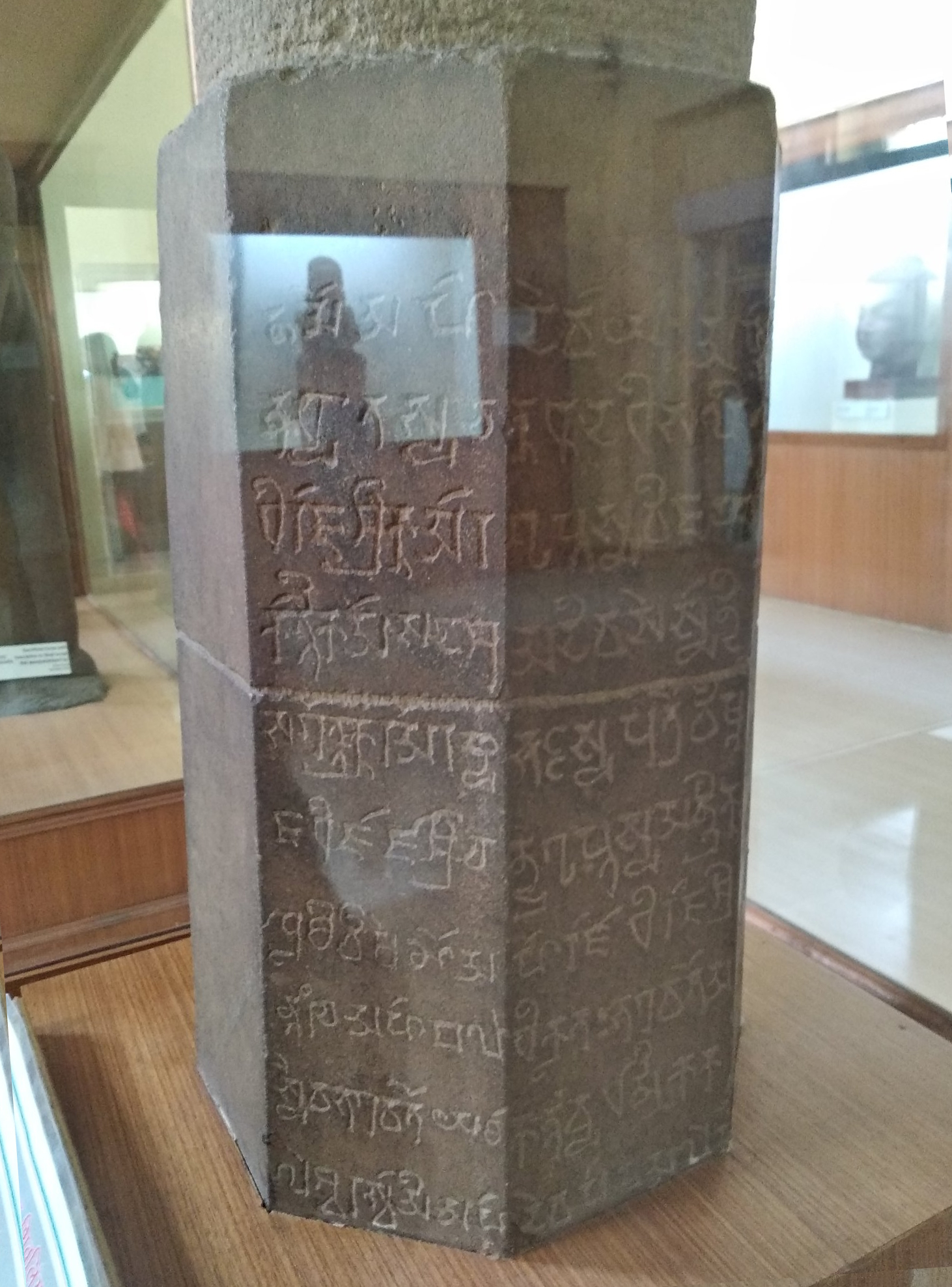
쿠마라굽타 1세 통치 시기의 굽타 시대 "117년"으로 추정되는 비문이 새겨진 시블링

쿠마라굽타에게는 적어도 두 명의 아들이 있었다: 스칸다굽타와 푸루굽타. 다음 왕이 된 스칸다굽타의 비문에는 전통과는 달리 그의 어머니의 이름이 언급되어 있지 않다. 푸루굽타는 마하데비(왕비) 아난타데비의 아들이었다. 역사가 R. N. 단데카르는 탈라군다 기둥 비문이 카담바 왕조 왕 카쿠스타바르만이 굽타 왕조와 혼인 동맹을 맺었음을 시사하므로 아난타데비가 카담바 공주였을 것이라고 추측한다.
스칸다굽타의 비하르 석주 비문은 쿠마라굽타가 또한 그의 대신 중 한 명의 누이와 결혼했음을 시사한다. 위에서 언급했듯이, 가토트카차굽타(이전의 왕 가토트카차와 혼동하지 말 것)는 아마도 쿠마라굽타의 아들이나 남동생이었을 것이다.
중국 여행가 현장은 날란다 수도원의 후원자를 언급하면서 샤크라디티야 왕(일부 학자들은 쿠마라굽타 1세로 식별) 이후 부다굽타를 언급한다. 이를 바탕으로 역사가 R. K. 무케르지는 부다굽타도 쿠마라굽타 1세의 아들이었을 것이라고 추정한다. 그러나 비문 증거는 부다굽타가 쿠마라굽타 1세가 아니라 쿠마라굽타 2세의 아들이었음을 분명히 한다.

## 종교
비문 증거는 쿠마라굽타의 통치 기간 동안 시바파, 비슈누파, 불교, 자이나교를 포함한 다양한 신앙이 번성했음을 나타낸다. 그는 날란다에 여러 불교 수도원을 건설했다. 쿠마라굽타의 은화는 그를 신 비슈누의 신봉자(파라마-바가바타 또는 바가바타)로 묘사한다. 그의 금, 은, 구리 동전에는 비슈누의 바하나인 가루다가 특징이다. 그는 또한 전쟁의 신 카르티케야(스칸다로도 알려짐)의 헌신자였다. 그의 동전에는 공작 위에 앉은 카르티케야가 특징이다. 그는 신의 이름을 따서 아들 스칸다굽타의 이름을 지었고, 그의 이름 "쿠마라"도 신의 또 다른 이름에서 유래한 것으로 보인다.
불교 작가 현장 (7세기)과 프라즈나바르만 (8세기)에 따르면, 날란다의 대학은 샤크라디티야라는 왕에 의해 설립되었다. 현대 학자들은 다음의 근거를 바탕으로 샤크라디티야 왕을 쿠마라굽타와 동일시한다:
- "샤크라"와 "마헨드라"는 인도 신 인드라의 이름이며, 쿠마라굽타는 마헨드라디티야라는 칭호를 가졌다.[22]
- 서기 400-411년 동안 인도를 여행했던 초기 중국 여행가 법현은 날란다에 수도원이 존재한다는 언급을 하지 않았는데, 날란다는 그가 방문했던 다른 곳들, 예를 들어 파탈리푸트라와 가야 근처에 위치해 있었다. 중요한 불교 유적지인 대학을 언급하지 않은 것은 날란다의 수도원이 서기 411년 이후, 즉 쿠마라굽타의 통치 기간 동안 설립되었다는 가정으로 설명될 수 있다.[6]

현장은 샤크라디티야 이후에 부다굽타(후대의 왕 쿠마라굽타 2세의 후계자)를 언급한다. 그는 수도원이 샤크라디티야, 부다굽타, 타타가타굽타, 발라디티야 왕들의 기부로 풍성해졌다고 말한다. 이는 샤크라디티야를 쿠마라굽타 1세와 동일시하는 것에 약간의 의문을 제기한다.

## 말년
쿠마라굽타의 아들 스칸다굽타의 가장 이른 통치 연대는 서기 455년경(굽타 시대 136년)이다. 이는 쿠마라굽타의 통치가 이 해에 또는 그 이전에 끝났음을 증명한다. 역사가 V. A. 스미스는 쿠마라굽타의 일부 동전의 연대를 서기 455년경(굽타 시대 134년 및 135년)으로 읽었으며, 이를 바탕으로 현대 학자들은 쿠마라굽타가 서기 455년까지 통치했다고 추정한다. 그러나 화폐학자 P. L. 굽타는 스미스의 판독에 이의를 제기하며 쿠마라굽타의 통치 종료를 서기 450년경으로 추정했다.
한 이론에 따르면, 쿠마라굽타 통치 말년은 평화롭지 않았다. 이 이론은 쿠마라굽타 치세 동안 발행된 서기 448년 만쿠와르 불상 비문과 스칸다굽타의 비타리 기둥 비문에 근거한다.
- 비타리 비문은 스칸다굽타가 아버지의 죽음 당시 적들을 물리치고 가족의 "몰락한 재산"을 재건한 다음, "기쁨의 눈물로 가득 찬" 어머니를 방문했다고 기록한다.[17] 비문에 언급된 적들은 푸시야미트라족 또는 후나족을 포함한다. 대안적인 해석은 푸시야미트라족 대신 "유드야미트라"(적을 나타내는 일반적인 용어)로 읽는다.[31]
- 만쿠와르 불상 비문 "위대한 왕 쿠마라굽타의 통치 129년"(448년, 쿠마라굽타 통치 말기)은 쿠마라굽타에게 황제 칭호인 마하라자디라자("왕 중의 위대한 왕") 대신 봉신 칭호인 마하라자(, "위대한 왕")만을 사용한다. 이는 그가 통치 후반부에 역경을 겪었으며, 이는 아마도 푸시야미트라족이나 후나족에 대항한 것일 수 있다는 주장을 낳았다.[10]

그러나 쿠마라굽타가 말년에 어려움을 겪었다고 확실히 말할 수는 없다. 예를 들어, 만 쿠와르 비문의 작성자가 부주의나 무지 때문에 잘못된 칭호를 사용했을 수도 있다. 따라서 비타리 비문에 언급된 문제는 쿠마라굽타 사망 후에 발생했을 수 있다. 이러한 문제는 아마도 제위 계승 분쟁으로 인해 발생했으며, 내전을 야기했을 것이다. 그러나 이는 단순한 추측이며, 다른 이론에 따르면 비타리 비문에 묘사된 상황은 후나족 침략의 결과였을 수도 있다. 이 이론은 주나가드 비문이 스칸다굽타가 서기 455년경 이전에 믈레차족(외국인, 아마도 후나족)을 물리쳤음을 시사한다는 사실에 근거한다. 또한 이 두 이론이 모두 사실일 수도 있다: 스칸다굽타는 후나족 침략을 막기 위해 국경으로 파견되었을 수 있으며, 그 동안 쿠마라굽타는 수도에서 사망하여 제위 계승 분쟁을 야기했을 수도 있다.
한 이론에 따르면, 쿠마라굽타의 아들 스칸다굽타와 푸루굽타는 제위 계승 분쟁에 휘말렸을 수 있다. 또 다른 가능성은 푸루굽타(정비의 아들)가 쿠마라굽타 1세 사망 당시 미성년자였기 때문에, 스칸다굽타(계비의 아들)가 제위에 올랐을 수도 있다는 것이다. 스칸다굽타가 쿠마라굽타의 뒤를 이었고, 푸루굽타가 그 뒤를 이었으며, 그의 후손들이 다음 황제가 되었다.

## 화폐

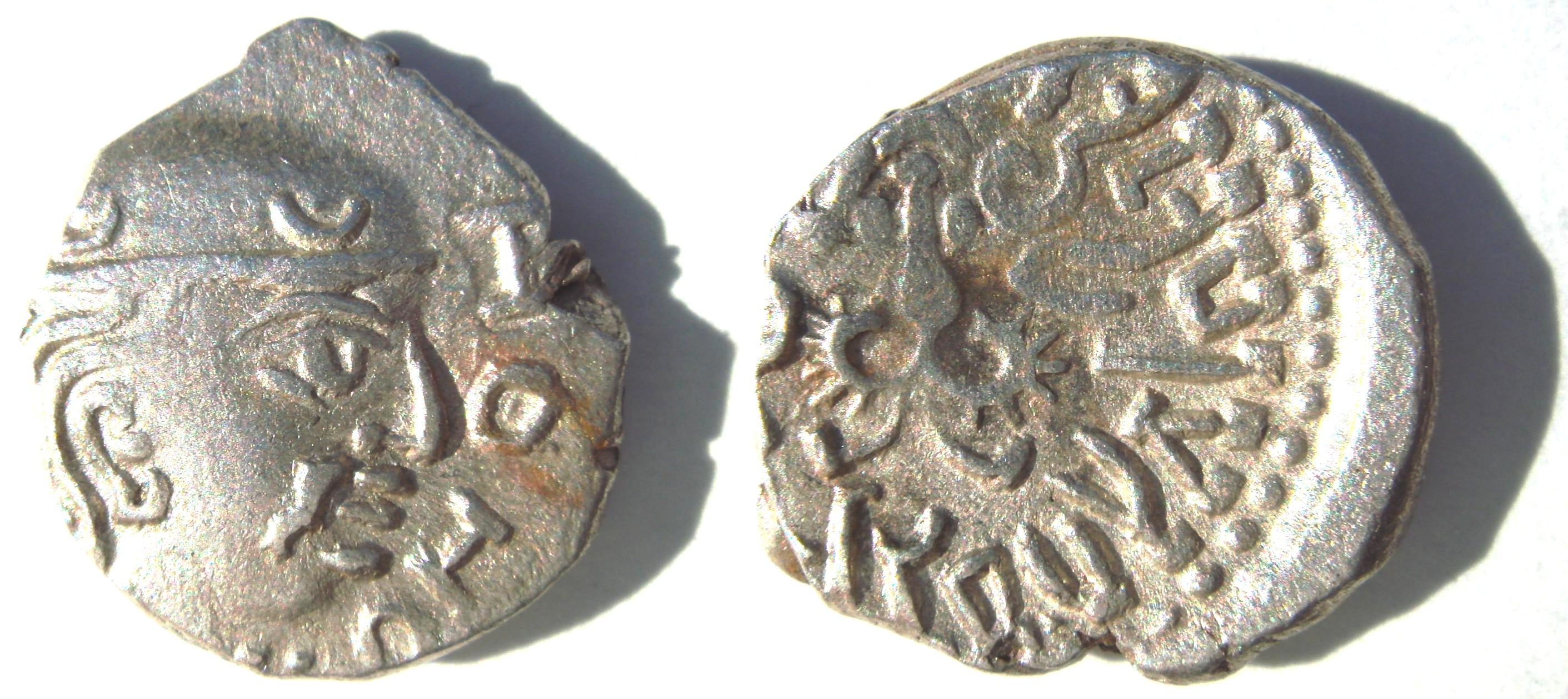
쿠마라굽타의 은화.
전면: 초승달로 장식된 모자를 쓴 쿠마라굽타 왕의 흉상.
후면: 가루다 새가 브라흐미 비문 "파라마-바가바타 라자디라자 스리 쿠마라굽타 마헨드라디티야"("가장 헌신적인 왕 중의 왕 쿠마라굽타 마헨드라디티야")에 둘러싸여 있다.

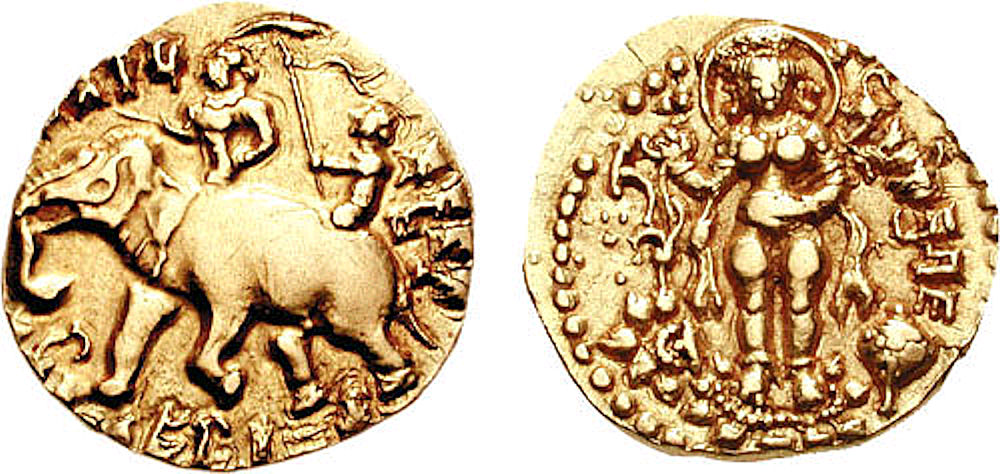
코끼리 기마병형 쿠마라굽타 동전. 전면 비문: "적을 파괴하고 봉신왕을 보호한 쿠마라굽타는 적에게 승리했다."

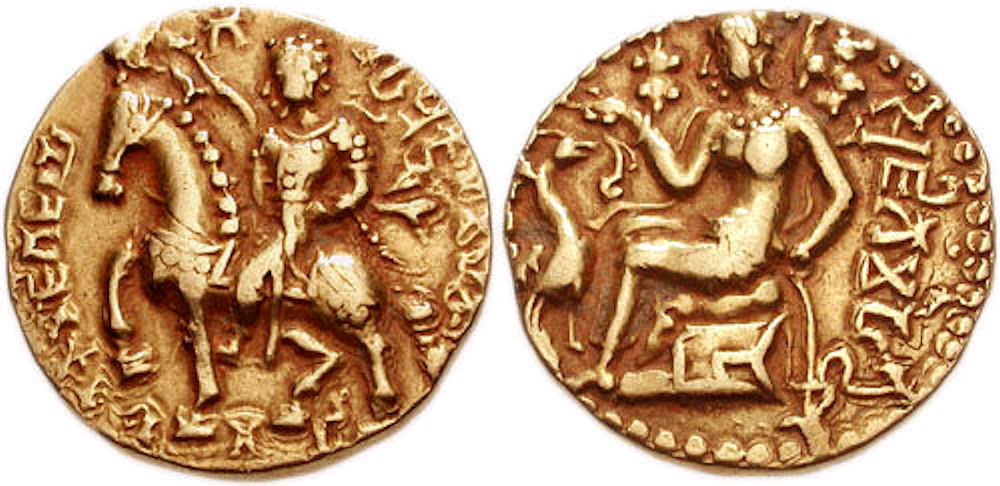
기병형 쿠마라굽타 동전. 서기 415-455년경.

굽타 황제들 중 쿠마라굽타는 가장 다양한 종류의 동전을 발행했다. 바야나 보물에서 발견된 그의 628개 동전은 14가지 다른 종류에 속한다.
그의 동전의 종류는 다음과 같다:
- 궁수형: 찬드라굽타 2세의 궁수형 동전과 유사하다. 뒷면 비문에는 슈리-마헨드라가 새겨져 있다. 이 동전은 다양한 종류로 나타나며, 전면에 다른 비문이 새겨져 있다:[39]
  - 마하라자디라자-슈리-쿠마라굽타("왕 중의 왕, 영광스러운 쿠마라굽타")
  - 구네쇼 마히탈람 자야티 쿠마라("덕망 높은 쿠마라가 세상을 정복한다")
  - 비지타바니르 아바니파티흐 쿠마라굽토 디밤 자야티("땅을 정복한 왕 쿠마라굽타는 하늘을 얻는다")
  - 자야티 마히탈람 슈리-쿠마라굽타("영광스러운 쿠마라굽타가 땅을 정복한다")
  - 자야티 마히탈람 슈리-쿠마라굽타 수다나비("뛰어난 궁수, 영광스러운 쿠마라굽타가 땅을 정복한다")
  - 파라마-라자디라자-슈리-쿠마라굽타("가장 높은 왕 중의 왕, 영광스러운 쿠마라굽타")
- 기마병형: 찬드라굽타 2세의 기마병형 동전과 유사하지만, 일부 동전의 뒷면에는 공작에게 먹이를 주는 여신상과 "아지타-마헨드라"(“패배하지 않는 마헨드라”)라는 비문이 새겨져 있다. 이 동전은 다양한 하위 유형으로 나타나며, 전면에 다른 비문이 새겨져 있다:[40]
  - 프리트비탈-암바라샤시 쿠마라굽토 자야티-아지타흐("대지의 하늘에 떠 있는 달, 무적의 쿠마라굽타는 승리한다")
  - 자야티 느리포 리비르-아지타흐("적에게 결코 패배하지 않는 왕은 승리한다")
  - 크시티파티르-아지토 비자이 쿠마라굽토 디밤 자야티("정복되지 않고 승리한 왕 쿠마라굽타는 하늘을 얻는다")
  - 굽타쿨라-비오마-샤시 자야티-아제요 지타 마헨드라("굽타 가문의 하늘에 떠 있는 달, 무적의 마헨드라는 승리한다")
  - 굽타쿨-아마라찬드로 마헨드라카르마-아지토 자야티("굽타 가문의 티 없는 달, 인드라처럼 용맹하고 무적의 영웅은 승리한다")
  - 크시티파티르-아지토 비자이 쿠마라굽토 자야티-아지타흐("무적이고 승리한 왕 쿠마라굽타는 패배하지 않고 승리한다")
  - 프리트비-탈레슈바렌드라흐 쿠마라굽토 자야티-아지타흐("이 땅의 통치자들의 주인, 무적의 쿠마라굽타는 승리한다")
- 검사형: 쿠마라굽타가 도입한 새로운 유형이다. 왕이 검을 들고 있는 모습과 가루다 문양이 새겨져 있으며, "가마바지트야 수차리타이흐 쿠마라굽토 디밤 자야티"("선행으로 대지를 정복한 쿠마라굽타는 하늘을 얻는다")라는 비문이 새겨져 있다. 전면에는 연꽃 위에 앉아 있는 락슈미 여신이 묘사되어 있으며, "슈리-쿠마라굽타흐"라는 비문이 새겨져 있다.[41]
- 사자 사냥꾼형: 찬드라굽타 2세의 사자 사냥꾼형 동전과 유사하다. 뒷면에는 슈리-마헨드라심하아 또는 심하-마헨드라라는 비문이 새겨져 있다. 이 동전은 다양한 하위 유형으로 나타나며, 전면에 다른 비문이 새겨져 있다:[42]
  - 크시티파티르-아지타-마헨드라흐 쿠마라굽토 디밤 자야티("쿠마라굽타, 정복되지 않는 마헨드라, 대지의 주인, 하늘을 얻는다")
  - 쿠마라굽토 비자이 심하-마헨드로 디밤 자야티("승리한 쿠마라굽타, 사자 같은 마헨드라, 하늘을 얻는다")
  - 쿠마라굽토 유디 심하비크라마흐("전투에서 사자처럼 용맹한 쿠마라굽타")
  - 삭샤디바 나라심호 심하-마헨드로 자야티아니샴("마치 나라심하가 화신한 듯, 사자 같은 마헨드라는 항상 승리한다")
- 호랑이 사냥꾼형: 그의 할아버지 사무드라굽타의 호랑이 사냥꾼형 동전과 유사하다. 쿠마라굽타의 동전 뒷면에는 악어 위에 서서 공작에게 먹이를 주는 여신이라는 새로운 이미지가 특징이다. 전면 비문에는 슈리만 비야그라-발라-파라크라마흐("위대한 왕의 힘은 호랑이와 같다")라고 새겨져 있다. 뒷면 비문에는 쿠마라굽토디라자가 새겨져 있다.[43]
- 코끼리 기수형: 코끼리에 탄 왕이 고드(코끼리 모는 막대기)를 사용하고, 시종이 그의 머리 위에 우산을 들고 있는 모습을 보여준다. 비문은 '크샤타리푸-쿠마라굽토 라자트라타 자야티 리푼("적을 파괴하고 봉신왕을 보호한 쿠마라굽타는 적에게 승리했다")이라고 새겨져 있다. 뒷면에는 연꽃 위에 서 있는 락슈미 여신이 새겨져 있으며, 비문은 슈리-마헨드라가자("위대한 마헨드라의 코끼리")이다.[43]
- 코끼리 기수 사자 사냥꾼형: 코끼리 기수형과 유사하지만, 왕은 코끼리 앞에서 사자를 죽이기 위해 단검을 들고 있는 모습으로 묘사되어 있다. 뒷면도 유사하지만, 여신은 손에 불분명한 물체를 들고 있으며, 공작이 그 물체를 바라보고 있다. 뒷면 비문은 심하니흐나타 마헨드라가자("사자를 파괴하는 마헨드라 왕의 코끼리")이다.[43]
- 코뿔소 사냥꾼(카드가트라타)형: 이 금화는 쿠마라굽타에게만 있는 독특한 것으로, 왕이 말을 타고 검으로 코뿔소를 공격하는 모습을 보여준다. 비문은 카드가트라타 쿠마라굽토 자야티-아니샴("코뿔소의 구원자인 쿠마라굽타는 항상 승리한다")이라고 새겨져 있다. 뒷면에는 강가 여신이 차트라를 들고 있는 여성 시종과 함께 나타나 있다. 여신은 코에 연꽃 줄기를 들고 있는 코끼리 머리 악어 위에 서 있다.[43] 뒷면 비문은 슈리-마헨드라카드가("영광스러운 마헨드라[코뿔소의 구원자]")이다.[44]
- 아슈바메다형: 사무드라굽타의 아슈바메다형 동전과 유사하다. 비문은 불분명하지만, 역사가 A. S. 알테카르는 이를 데보 지타샤트루트 쿠마라굽토 디라자("적을 정복한 최고 군주 쿠마라굽타 왕")로 읽었다. 뒷면 비문은 슈리-아슈바메다-마헨드라이다.[45]
- 카르티케야형: "쿠마라"로도 알려진 신 카르티케야를 묘사한다. 비문은 불분명하다: 알테카르는 이를 자야티 스바구나이르-구나 마헨드라-쿠마라("자신의 공적에 의해 승리한 마헨드라-쿠마라")로 읽었다. 전면에는 왕이 신의 바하나인 공작에게 먹이를 주는 모습이 묘사되어 있으며, 비문은 슈리-마헨드라 쿠마라이다.[45]
- 차트라형: 찬드라굽타 2세의 차트라형 동전과 유사하다. 전면 비문은 자야티 마히탈람으로 시작하며, 나머지는 소실되었다. 뒷면 비문은 슈리-마헨드라디티야이다.[45]
- 아프라티가형: 전면에는 한 남자(아마도 왕)가 왼쪽에 다른 남자와 오른쪽에 비타르카 무드라를 취한 여자에게 둘러싸인 모습이 묘사되어 있다. 중앙 인물 옆의 수직 비문은 쿠마라와 굽타라고 읽히며, 원형 비문은 불분명하다. 뒷면에는 연꽃 위에 앉아 있는 락슈미 여신이 새겨져 있으며, 비문은 아프라티가흐("정복되지 않은")이다.[45]
- 서정시인형: 사무드라굽타의 서정시인형 동전과 유사하다. 왕이 소파에 앉아 류트를 연주하는 모습을 보여준다.[45] 비문은 마하라자디라자-슈리-쿠마라굽타흐라고 새겨져 있다. 뒷면에는 소파에 앉아 꽃을 들고 있는 여성이 새겨져 있으며, 비문은 슈리-쿠마라굽타이다.[46]
- 왕과 왕비형: 찬드라굽타 1세의 동전과 유사하다. 전면에는 왕이 왕비에게 꽃다발을 건네는 모습과 불분명한 비문이 새겨져 있다. 뒷면에는 사자 위에 앉아 있는 여신이 새겨져 있으며, 비문은 슈리-쿠마라굽타흐이다.[46]

카이라탈에서 발견된 일부 부조 동전도 초기 학자들에 의해 쿠마라굽타의 것으로 귀속되었다. 이 동전들은 날개를 펼친 가루다와 마헨드라디티야 비문을 묘사한다. 다른 면은 비어 있다. 이 동전들이 쿠마라굽타나 다른 굽타 통치자에 의해 발행되지 않았을 가능성이 높다.

## 비문
쿠마라굽타의 통치 기간부터 최소 18개의 비문이 남아 있다. 이 모든 비문은 굽타 황실이 아닌 개인에 의해 발행되었으며, 대부분은 종교적 사항을 기록하는 것을 목적으로 한다. 그럼에도 불구하고, 이 비문들은 굽타 황제들의 계보, 연대, 굽타 제국 내 장소의 위치, 황실 관리의 이름과 같은 귀중한 역사 정보를 제공한다. 벵골 지역에서 현존하는 가장 초기의 굽타 비문은 쿠마라굽타의 통치 기간 동안 발행되었다.
| 발견 장소                                   | 이미지 | 유형          | 기간                        | 출처          |
| ------------------------------------------- | ------ | ------------- | --------------------------- | ------------- |
| 빌사드 (또는 빌사르), 에타구                |        | 돌 기둥       | 굽타기 96년 (서기 415년경)  | [ 47 ] [ 48 ] |
| 가드화 (또는 가드와), 알라하바드구          |        | 돌            | 굽타기 98년 (서기 417년경)  | [ 47 ]        |
| 가드화 (또는 가드와), 알라하바드구          |        | 돌            | 날짜 미상                   | [ 47 ]        |
| 가드화 (또는 가드와), 알라하바드구          |        | 돌            | 날짜 미상                   | [ 47 ]        |
| 우다야기리 석굴                             |        | 동굴          | 굽타기 106년 (서기 425년경) | [ 47 ]        |
| 마투라                                      |        | 자이나교 우상 | 굽타기 113년 (서기 432년경) | [ 47 ]        |
| 다나이다하, 방글라데시                      |        | 구리판        | 굽타기 113년 (서기 432년경) | [ 3 ]         |
| 마투라                                      |        | 불상          | 굽타기 115년 (서기 434년경) | [ 49 ]        |
| 투마인                                      |        | 돌            | 굽타기 117년 (서기 436년경) | [ 3 ]         |
| 카람단다, 우타르프라데시주                  |        | 돌 링감       | 굽타기 117년 (서기 436년경) | [ 3 ]         |
| 칼라이쿠리-술탄푸르, 방글라데시             |        | 구리판        | 굽타기 120년 (서기 439년경) | [ 3 ]         |
| 다모다르푸르 인근 풀바리, 방글라데시        |        | 구리판        | 굽타기 124년 (서기 443년경) | [ 3 ]         |
| 마투라                                      |        | 깨진 우상     | 굽타기 125년 (서기 444년경) | [ 3 ]         |
| 다모다르푸르                                |        | 구리판        | 굽타기 128년 (서기 447년경) | [ 3 ]         |
| 바이그람 (또는 보이그람), 방글라데시        |        | 구리판        | 굽타기 128년 (서기 447년경) | [ 3 ]         |
| 만 쿠와르 (또는 만쿠와르), 우타르프라데시주 |        | 불상          | 굽타기 129년 (서기 448년경) | [ 3 ]         |
| 산치                                        |        | 돌            | 굽타기 131년 (서기 450년경) | [ 3 ]         |
| 마투라                                      |        | 불상          | 굽타기 135년 (서기 454년경) | [ 3 ]         |

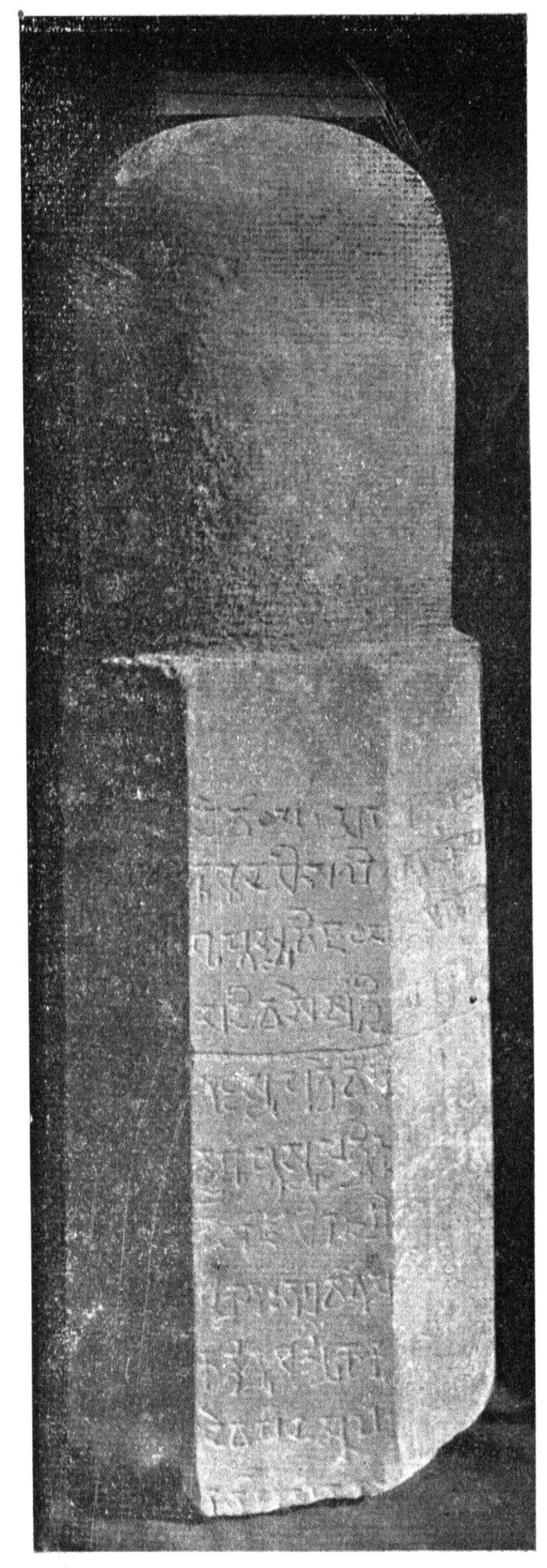
굽타 시대 117년, 쿠마라굽타 1세 통치 시기에 우타르프라데시주 곤다구 카람단다에서 봉헌된 링가. 러크나우 박물관.

마투라의 야크샤상에 새겨진 비문은 쿠마라굽타 통치 시기인 432년으로 추정되며, 받침대(왕의 이름은 없지만 쿠마라굽타 통치 시기로 추정됨)는 432년으로 추정된다.

### 설명주
1. ↑  굽타 문자:  쿠마라굽타,[1]

### 참조주
1. ↑  Allen, John (1914). 《Catalogue of the coins of the Gupta dynasties》. 61쪽.
2. 1 2  R. C. Majumdar 1981, 66쪽.
3. 1 2 3 4 5 6 7 8 9 10 11 12  Tej Ram Sharma 1989, 173쪽.
4. 1 2 3  Tej Ram Sharma 1989, 174쪽.
5. 1 2 3  R. C. Majumdar 1981, 67쪽.
6. 1 2 3  Sukumar Dutt 1988, 329쪽.
7. ↑  Tej Ram Sharma 1989, 174–175쪽.
8. ↑  Tej Ram Sharma 1989, 174–176쪽.
9. ↑  Tej Ram Sharma 1989, 175–176쪽.
10. 1 2 3  Tej Ram Sharma 1989, 176쪽.
11. ↑  Fleet, John Faithfull (1888). 《Inscriptions Of The Early Gupta Kings And Their Successors》. 42-45쪽.
12. ↑  R. C. Majumdar 1981, 67–68쪽.
13. 1 2 3  R. C. Majumdar 1981, 68쪽.
14. 1 2  Tej Ram Sharma 1989, 175쪽.
15. 1 2 3 4  Tej Ram Sharma 1989, 179쪽.
16. ↑  R. C. Majumdar 1981, 68–69쪽.
17. 1 2 3 4  R. C. Majumdar 1981, 69쪽.
18. ↑  Raychaudhuri, H. C. (1972). Political History of Ancient India, Calcutta: University of Calcutta, pp.500–1
19. ↑  Upinder Singh 2008, 486쪽.
20. ↑  “Collections-Virtual Museum of Images and Sounds”. 《vmis.in》. American Institute of Indian Studies.
21. ↑  Dokras, Dr Uday (2021년 1월 1일). 《Shiva Temples and the journey of Shaivism out of Bharat》. 《Indo Nordic Author's Collective》.
22. 1 2 3  Tej Ram Sharma 1978, 26쪽.
23. ↑  Singh, Upinder (2008). 《A History of Ancient and Early Medieval India: From the Stone Age to the 12th Century》. Pearson Education India. 521쪽. ISBN 978-81-317-1677-9. Narasimhagupta became a Buddhist monk and gave up his life through dhyana (meditation). Kumaragupta I and Budhagupta may have built monasteries at Nalanda.
24. ↑  J. N. Banerjea 1982, 781쪽.
25. ↑  Fleet, John Faithfull (1960). 《Inscriptions Of The Early Gupta Kings And Their Successors》. 47쪽.
26. ↑  Mookerji, Radhakumud (1997). 《The Gupta Empire》 (영어). Motilal Banarsidass Publ. 142쪽. ISBN 9788120804401.
27. ↑  “Collections-Virtual Museum of Images and Sounds”. 《siddham.uk》. 2020년 9월 25일에 원본 문서에서 보존된 문서. 2019년 10월 25일에 확인함.
28. ↑  Chandra, Pramod. 《The Sculpture of India 3000 B.C.-1300 A.D.》 (PDF). Washington: National Gallery of Art. 81쪽.
29. ↑  Tej Ram Sharma 1989, 182쪽.
30. 1 2  Tej Ram Sharma 1989, 177쪽.
31. ↑  R. C. Majumdar 1981, 70쪽.
32. ↑  R. C. Majumdar 1981, 70–71쪽.
33. ↑  R. C. Majumdar 1981, 72–74쪽.
34. ↑  R. C. Majumdar 1981, 81쪽.
35. ↑  Dilip Kumar Ganguly 1987, 103쪽.
36. ↑  Vincent Arthur Smith; Stephen Meredyth Edwardes (1924). 《The early history of India: from 600 B.C. to the Muhammadan conquest, including the invasion of Alexander the Great》. Oxford : Clarendon Press. Coin plate No. 2쪽.
37. ↑  Virji, krishnakumari J. (1952). 《Ancient History Of Saurashtra》. 225쪽.
38. ↑  CNG Coins
39. 1 2  Ashvini Agrawal 1989, 24쪽.
40. ↑  Ashvini Agrawal 1989, 24–25쪽.
41. ↑  Ashvini Agrawal 1989, 25쪽.
42. ↑  Ashvini Agrawal 1989, 25–26쪽.
43. 1 2 3 4  Ashvini Agrawal 1989, 26쪽.
44. ↑  Ashvini Agrawal 1989, 26–27쪽.
45. 1 2 3 4 5  Ashvini Agrawal 1989, 27쪽.
46. 1 2 3  Ashvini Agrawal 1989, 28쪽.
47. 1 2 3 4 5 6 7  Tej Ram Sharma 1989, 172쪽.
48. ↑  Fleet, John Faithfull (1888). 《Inscriptions Of The Early Gupta Kings And Their Successors》. 42-45쪽.
49. ↑  “Collections-Virtual Museum of Images and Sounds”. 《vmis.in》. American Institute of Indian Studies.
50. ↑  Falk, Harry. (2004) "The Kaniṣka era in Gupta Records." Silk Road Art and Archaeology 10. Kamakura: The Institute of Silk Road Studies, pp. 167–176.

## 참고 문헌
- Ashvini Agrawal (1989). 《Rise and Fall of the Imperial Guptas》. Motilal Banarsidass. 315쪽. ISBN 978-81-208-0592-7.
- Dilip Kumar Ganguly (1987). 《The Imperial Guptas and Their Times》. Abhinav. ISBN 978-81-7017-222-2.
- J. N. Banerjea (1982). 〈Vaishnavism, Saivism and Minor Sects〉.   R. C. Mujumdar. 《A Comprehensive History of India》. III, Part II. Indian History Congress / Orient Longmans.
- R. C. Majumdar (1981). 《A Comprehensive History of India》. 3, Part I: A.D. 300-985. Indian History Congress / People's Publishing House. OCLC 34008529.
- Sukumar Dutt (1988). 《Buddhist Monks and Monasteries of India》. Motilal Banarsidass. ISBN 978-81-208-0498-2.
- Tej Ram Sharma (1978). 《Personal and Geographical Names in the Gupta Inscriptions》. Concept. 258쪽. OCLC 249004782.
- Tej Ram Sharma (1989). 《A Political History of the Imperial Guptas: From Gupta to Skandagupta》. Concept. ISBN 978-81-7022-251-4.
- Upinder Singh (2008). 《A History of Ancient and Early Medieval India: From the Stone Age to the 12th Century》. Pearson Education India. ISBN 978-81-317-1677-9.